# Roger-Albert-Firmin Morisson
Roger-Albert-Firmin Morisson, francoski general, * 1881, † 1948.